# Filmographie de William Hanna
Cette page est la filmographie de William Hanna (à ne pas confondre avec les productions Hanna-Barbera).

## Réalisateur
- 1936 : To Spring
- 1938 : Blue Monday
- 1938 : What a Lion!
- 1938 : Old Smokey
- 1940 : Puss Gets the Boot
- 1940 : Swing Social
- 1940 : Gallopin' Gals
- 1941 : The Goose Goes South
- 1941 : The Midnight Snack
- 1941 : Officer Pooch
- 1941 : The Night Before Christmas
- 1942 : Fraidy Cat
- 1942 : Dog Trouble
- 1942 : Puss n' Toots
- 1942 : The Bowling Alley-Cat
- 1942 : Fine Feathered Friend
- 1943 : Sufferin' Cats
- 1943 : The Lonesome Mouse
- 1943 : The Yankee Doodle Mouse
- 1943 : War Dogs
- 1943 : Baby Puss
- 1944 : The Zoot Cat
- 1944 : The Million Dollar Cat
- 1944 : The Bodyguard
- 1944 : Puttin' on the Dog
- 1944 : Jerry ne se laisse pas faire (Mouse Trouble)
- 1945 : The Mouse Comes to Dinner
- 1945 : Mouse in Manhattan
- 1945 : Tee for Two
- 1945 : Flirty Birdy
- 1945 : Quiet Please!
- 1946 : The Cat Concerto
- 1946 : Springtime for Thomas
- 1946 : The Milky Waif
- 1946 : Trap Happy
- 1946 : Solid Serenade
- 1947 : Cat Fishin'
- 1947 : Part Time Pal
- 1947 : Dr. Jekyll and Mr. Mouse (série télévisée)
- 1947 : Salt Water Tabby
- 1947 : Le Triomphe de Jerry (A Mouse in the House)
- 1947 : The Invisible Mouse
- 1948 : The Little Orphan
- 1948 : Make Mine Freedom
- 1948 : Kitty Foiled
- 1948 : The Truce Hurts
- 1948 : Old Rockin' Chair Tom
- 1948 : Professor Tom
- 1948 : Mouse Cleaning
- 1949 : Polka-Dot Puss
- 1949 : Hatch Up Your Troubles
- 1949 : Heavenly Puss
- 1949 : The Cat and the Mermouse
- 1949 : Love That Pup
- 1949 : Jerry's Diary
- 1949 : Tennis Chumps
- 1950 : Jerry's Cousin
- 1950 : Little Quacker
- 1950 : Saturday Evening Puss
- 1950 : Texas Tom
- 1950 : Jerry and the Lion
- 1950 : Safety Second
- 1950 : Tom and Jerry in the Hollywood Bowl
- 1950 : The Framed Cat
- 1950 : Cue Ball Cat
- 1951 : The Two Mouseketeers
- 1951 : Casanova Cat
- 1951 : Jerry and the Goldfish
- 1951 : Sleepy-Time Tom
- 1951 : His Mouse Friday
- 1951 : Slicked-up Pup
- 1951 : Nit-Witty Kitty
- 1951 : Cat Napping
- 1952 : Johann Mouse
- 1952 : The Flying Cat
- 1952 : The Duck Doctor
- 1952 : Smitten Kitten
- 1952 : Triplet Trouble
- 1952 : Little Runaway
- 1952 : Fit to Be Tied
- 1952 : Push-Button Kitty
- 1952 : Cruise Cat
- 1952 : The Dog House
- 1953 : The Missing Mouse
- 1953 : Jerry and Jumbo
- 1953 : That's My Pup!
- 1953 : Just Ducky
- 1953 : Two Little Indians
- 1953 : Life with Tom
- 1954 : Puppy Tale
- 1954 : Posse Cat
- 1954 : Hic-cup Pup
- 1954 : Little School Mouse
- 1954 : Baby Butch
- 1954 : Mice Follies
- 1954 : Neapolitan Mouse
- 1954 : Downhearted Duckling
- 1954 : Pet Peeve (La Guerre des Trois)
- 1954 : Touché, Pussy Cat!
- 1955 : Southbound Duckling
- 1955 : Pup on a Picnic
- 1955 : Mouse for Sale
- 1955 : Designs on Jerry
- 1955 : Tom and Chérie
- 1955 : Smarty Cat
- 1955 : Pecos Pest
- 1955 : That's My Mommy
- 1955 : Good Will to Men
- 1956 : Tom et la Sorcière volante (The Flying Sorceress)
- 1956 : The Egg and Jerry
- 1956 : Busy Buddies
- 1956 : Muscle Beach Tom
- 1956 : Tom et Jerry dansent
- 1956 : Blue Cat Blues
- 1956 : Barbecue Brawl
- 1957 : Tops with Pops
- 1957 : Courir à la fourrière (Give and Tyke)
- 1957 : Timid Tabby
- 1957 : Feedin' the Kiddie
- 1957 : Scat Cats
- 1957 : Mucho Mouse
- 1957 : Tom's Photo Finish
- 1958 : Happy Go Ducky
- 1958 : Royal Cat Nap
- 1958 : Le Caneton invisible (The Vanishing Duck)
- 1958 : Robin Hoodwinked
- 1958 : Tot Watchers
- 1958 : Pixie & Dixie (série télévisée)
- 1959 : Quick Draw McGraw (série télévisée)
- 19591959 : Wolf Hounded
- 1959 : Little Bo Bopped
- 1960 : Tale of a Wolf
- 1960 : Life with Loopy
- 1960 : Creepy Time Pal
- 1960 : Snoopy Loopy
- 1960 : The Do-Good Wolf
- 1960 : Here, Kiddie, Kiddie
- 1960 : No Biz Like Shoe Biz
- 1961 : Count Down Clown
- 1961 : Yogi l'ours (The Yogi Bear Show) (série télévisée)
- 1961 : Happy Go Loopy
- 1961 : Two Faced Wolf
- 1961 : This Is My Ducky Day
- 1961 : Fee Fie Foes
- 1961 : Zoo Is Company
- 1961 : Child Sock-Cology
- 1961 : Catch Meow
- 1961 : Le Pacha (Top Cat) (série télévisée)
- 1961 : Kooky Loopy
- 1961 : Loopy's Hare-do
- 1962 : Bungle Uncle
- 1962 : Beef for and After
- 1962 : Swash Buckled
- 1962 : Common Scents
- 1962 : Bearly Able
- 1962 : Wally Gator (série télévisée)
- 1962 : The New Hanna-Barbera Cartoon Series (série télévisée)
- 1962 : Slippery Slippers
- 1962 : Chicken Fraca-See
- 1962 : Rancid Ransom
- 1962 : Bunnies Abundant
- 1963 : Just a Wolf at Heart
- 1963 : Chicken Hearted Wolf
- 1963 : Whatcha Watchin'
- 1963 : A Fallible Fable
- 1963 : Sheep Stealers Anonymous
- 1963 : Wolf in Sheep Dog's Clothing
- 1963 : Not in Nottingham
- 1963 : Drum-Sticked
- 1963 : Bear Up!
- 1963 : Crook Who Cried Wolf
- 1963 : Habit Rabbit
- 1964 : Raggedy Rug
- 1964 : Magilla Gorilla (série télévisée)
- 1964 : Elephantastic
- 1964 : Bear Hug
- 1964 : C'est Yogi l'ours (Hey There, It's Yogi Bear)
- 1964 : The Peter Potamus Show (série télévisée)
- 1964 : Trouble Bruin
- 1964 : Bear Knuckles
- 1964 : Habit Troubles
- 1965 : The Hillbilly Bears (série télévisée)
- 1965 : Precious Pupp (série télévisée)
- 1965 : Horse Shoo
- 1965 : Pork Chop Phooey
- 1965 : Crow's Fete
- 1965 : Big Mouse Take
- 1965 : Tom and Jerry (série télévisée)
- 1965 : Atomas, la fourmi atomique (Atom Ant) (série télévisée)
- 1965 : Agent sans secret (The Secret Squirrel Show) (série télévisée)
- 1966 : The Abbott and Costello Show (série télévisée)
- 1966 : A Laurel and Hardy Cartoon (série télévisée)
- 1966 : The Man Called Flintstone
- 1966 : Frankenstein Jr. and the Impossibles (série télévisée)
- 1966 : Space Ghost (série télévisée)
- 1967 : Samson & Goliath (série télévisée)
- 1967 : Shutter Bugged Cat
- 1967 : Shazzan (série télévisée)
- 1967 : Birdman and the Galaxy Trio (série télévisée)
- 1967 : Les Quatre Fantastiques (The Fantastic Four) (série télévisée)
- 1967 : The Herculoids (série télévisée)
- 1967 : Moby Dick and the Mighty Mightor (série télévisée)
- 1968 : Les Fous du volant (Wacky Races) (série télévisée)
- 1968 : The Arabian Knights (série télévisée)
- 1968 : The Adventures of Gulliver (série télévisée)
- 1969 : Loopy De Loop (série télévisée)
- 1969 : Motormouse and Autocat (série télévisée)
- 1969 : The Cattanooga Cats (série télévisée)
- 1969 : Pattaclop Pénélope (The Perils of Penelope Pitstop) (série télévisée)
- 1969 : L'Escadrille infernale (Dastardly and Muttley in Their Flying Machines) (série télévisée)
- 1969 : Scoubidou (Scooby-Doo, Where Are You!) (série télévisée)
- 1969 : Love, American Style (série télévisée)
- 1970 : Where's Huddles? (série télévisée)
- 1970 : Les Harlem Globetrotters (The Harlem Globetrotters) (série télévisée)
- 1970 : Josie and the Pussycats (série télévisée)
- 1971 : Lippy the Lion (série télévisée)
- 1971 : The Pebbles and Bamm-Bamm Show (série télévisée)
- 1971 : Funky Phantom (série télévisée)
- 1971 : Help! It's the Hair Bear Bunch (série télévisée)
- 1972 : Les Grandes Rencontres de Scooby-Doo (The New Scooby-Doo Movies) (série télévisée)
- 1972 : The Amazing Chan and the Chan Clan (série télévisée)
- 1972 : Sealab 2020 (série télévisée)
- 1972 : Roman Holidays (série télévisée)
- 1972 : Josie and the Pussycats in Outer Space (série télévisée)
- 1977 : Fred Flintstone and Friends (série télévisée)
- 1979 : Gulliver's Travels (TV)
- 1983 : Les Dalton en cavale
- 1988 : Les P'tits schtroumpfs
- 1990 : Jetsons: The Movie
- 1993 : I Yabba-Dabba Do! (TV)
- 1993 : Hollyrock-a-Bye Baby (TV)
- 2000 : Tom and Jerry's Greatest Chases (vidéo)
- 2001 : Cartoon Crack-ups (vidéo)

## Producteur
- 1955 : That's My Mommy
- 1955 : Good Will to Men
- 1956 : Tom et la Sorcière volante (The Flying Sorceress)
- 1956 : The Egg and Jerry
- 1956 : Busy Buddies
- 1956 : Muscle Beach Tom
- 1956 : Millionaire Droopy
- 1956 : Tom et Jerry dansent
- 1956 : Blue Cat Blues
- 1956 : Barbecue Brawl
- 1957 : Cat's Meow
- 1957 : Tops with Pops
- 1957 : Courir à la fourrière (Give and Tyke)
- 1957 : Timid Tabby
- 1957 : Grin and Share It
- 1957 : Feedin' the Kiddie
- 1957 : Scat Cats
- 1957 : Mucho Mouse
- 1957 : Blackboard Jumble
- 1957 : Tom's Photo Finish
- 1957 : One Droopy Knight
- 1957 : Pouf et Riqui (série TV)
- 1958 : Happy Go Ducky
- 1958 : Sheep Wrecked
- 1958 : Royal Cat Nap
- 1958 : Mutts About Racing
- 1958 : Le Caneton invisible (The Vanishing Duck)
- 1958 : Robin Hoodwinked
- 1958 : Droopy Leprechaun
- 1958 : Tot Watchers
- 1958 : Pixie & Dixie (série TV)
- 1958 : Roquet belles oreilles (The Huckleberry Hound Show) (série TV)
- 1961 : Le Pacha (Top Cat) (série TV)
- 1962 : The New Hanna-Barbera Cartoon Series (série TV)
- 1962 : Wally Gator (série TV)
- 1962 : Les Jetson (The Jetsons) (série TV)
- 1963 : Whatcha Watchin'
- 1964 : Magilla Gorilla (série TV)
- 1964 : C'est Yogi l'ours (Hey There, It's Yogi Bear)
- 1964 : The Peter Potamus Show (série TV)
- 1965 : The Hillbilly Bears (série TV)
- 1965 : Sinbad Jr. (série TV)
- 1965 : Tom and Jerry (série TV)
- 1965 : Agent sans secret (The Secret Squirrel Show) (série TV)
- 1965 : Atomas, la fourmi atomique (The Atom Ant Show) (série TV)
- 1966 : A Laurel and Hardy Cartoon (série TV)
- 1966 : The Abbott and Costello Show (série TV)
- 1966 : The Man Called Flintstone
- 1966 : The Space Kidettes (série TV)
- 1966 : Frankenstein Jr. and the Impossibles (série TV)
- 1966 : Space Ghost (série TV)
- 1967 : Jack and the Beanstalk (TV)
- 1967 : Samson & Goliath (série TV)
- 1967 : We'll Take Manhattan (en) (TV)
- 1967 : Shazzan (série TV)
- 1967 : Moby Dick and the Mighty Mightor (série TV)
- 1967 : The Herculoids (série TV)
- 1967 : Les Quatre Fantastiques (The Fantastic Four) (série TV)
- 1967 : Birdman and the Galaxy Trio (série TV)
- 1968 : The Arabian Knights (série TV)
- 1968 : Les Fous du volant (Wacky Races) (série TV)
- 1968 : Banana Split (série TV)
- 1968 : The Adventures of Gulliver (série TV)
- 1969 : Dinky Dog (série TV)
- 1969 : Loopy De Loop (série TV)
- 1969 : The Cattanooga Cats (série TV)
- 1969 : Motormouse and Autocat (série TV)
- 1969 : Scoubidou (Scooby-Doo, Where Are You!) (série TV)
- 1969 : Pattaclop Pénélope (The Perils of Penelope Pitstop) (série TV)
- 1969 : L'Escadrille infernale (Dastardly and Muttley in Their Flying Machines) (série TV)
- 1969 : Love, American Style (série TV)
- 1970 : Where's Huddles? (série TV)
- 1970 : Les Harlem Globetrotters (The Harlem Globetrotters) (série TV)
- 1970 : Josie and the Pussycats (série TV)
- 1971 : The Pebbles and Bamm-Bamm Show (série TV)
- 1971 : Lippy the Lion (série TV)
- 1971 : Help! It's the Hair Bear Bunch (série TV)
- 1971 : Funky Phantom (série TV)
- 1972 : Wait Till Your Father Gets Home (série TV)
- 1972 : Hardcase (TV)
- 1972 : Roman Holidays (série TV)
- 1972 : Sealab 2020 (série TV)
- 1972 : The Flintstones Comedy Hour (série TV)
- 1972 : The Amazing Chan and the Chan Clan (série TV)
- 1972 : Josie and the Pussycats in Outer Space (série TV)
- 1972 : Les Grandes Rencontres de Scooby-Doo (The New Scooby-Doo Movies) (série TV)
- 1972 : The Last of the Curlews (TV)
- 1973 : Yogi's Gang (série TV)
- 1973 : Le Petit Monde de Charlotte (Charlotte's Web)
- 1973 : Goober and the Ghost-Chasers (série TV)
- 1973 : Butch Cassidy and the Sundance Kids (série TV)
- 1973 : Jeannie (série TV)
- 1973 : Speed Buggy (série TV)
- 1973 : La Famille Addams (The Addams Family) (série TV)
- 1973 : Super Friends (série TV)
- 1973 : Mini Mini détective (Inch High, Private Eye) (série TV)
- 1974 : Six colts et un coffre (en) (Shootout in a One-Dog Town) (TV)
- 1974 : Cyrano (TV)
- 1974 : The Runaways (TV)
- 1974 : Wheelie and the Chopper Bunch (série TV)
- 1974 : The Partridge Family, 2200 A.D. (série TV)
- 1974 : Devlin (série TV)
- 1974 : Hong Kong Fou Fou (Hong Kong Phooey) (série TV)
- 1974 : These Are the Days (série TV)
- 1974 : La Vallée des dinosaures (Valley of the Dinosaurs) (série TV)
- 1975 : The New Tom & Jerry Show (série TV)
- 1976 : The Scooby-Doo/Dynomutt Hour (série TV)
- 1976 : Clue Club (série TV)
- 1976 : Mantalo (Jabberjaw) (série TV)
- 1977 : Fred Flintstone and Friends (série TV)
- 1977 : The C.B. Bears (série TV)
- 1977 : The All-New Super Friends Hour (en) (série TV)
- 1977 : Momo et Ursul (The Great Grape Ape Show) (série TV)
- 1977 : A Flintstone Christmas (TV)
- 1978 : Dynomutt, Dog Wonder (série TV)
- 1978 : Yogi's Space Race (en) (série TV)
- 1978 : The Godzilla Power Hour (série TV)
- 1978 : The Three Robonic Stooges (série TV)
- 1978 : The Challenge of the Super Friends (série TV)
- 1978 : The All-New Popeye Hour (série TV)
- 1978 : Jane de la jungle (Jana of the Jungle) (série TV)
- 1979 : The Popeye Valentine Special (TV)
- 1979 : Gulliver's Travels (TV)
- 1979 : The Hanna-Barbera Hall of Fame: Yabba Dabba Doo II (TV)
- 1979 : Fred and Barney Meet the Thing (série TV)
- 1979 : Scooby-Doo et Scrappy-Doo (Scooby-Doo and Scrappy-Doo) (série TV)
- 1979 : Casper and the Angels (série TV)
- 1979 : The World's Greatest SuperFriends (série TV)
- 1979 : Fred and Barney Meet the Shmoo (série TV)
- 1979 : Scooby-Doo Goes Hollywood (TV)
- 1980 : Fonz and the Happy Days Gang (série TV)
- 1980 : The Flintstones: Fred's Final Fling (TV)
- 1980 : Yogi's First Christmas
- 1981 : Les Schtroumpfs (The Smurfs) (série TV)
- 1981 : The Kwicky Koala Show (série TV)
- 1981 : Laverne and Shirley in the Army (série TV)
- 1981 : Smurfs (TV)
- 1982 : The Smurf Springtime Special (TV)
- 1982 : The Mork & Mindy/Laverne & Shirley with the Fonz Show (série TV)
- 1982 : Pac-Man (série télévisée d'animation)  (série TV)
- 1982 : Il y a toujours de l'espoir pour ceux qui s'aiment (Liar's Moon)
- 1982 : The Little Rascals (série TV)
- 1982 : Heidi's Song
- 1982 : Christmas Comes to PacLand (TV)
- 1983 : The Monchhichis (série TV)
- 1984 : SuperFriends: The Legendary Super Powers Show (en) (série TV)
- 1984 : Le Défi des gobots (Challenge of the GoBots) (série TV)
- 1984 : The Pink Panther and Sons (série TV)
- 1984 : Les Snorky (The Snorks) (série TV)
- 1985 : David and Goliath (vidéo)
- 1985 : Samson & Delilah (vidéo)
- 1985 : Galtar et la Lance d'or (série TV)
- 1985 : Yogi et compagnie (série TV)
- 1985 : Les Treize Fantômes de Scooby-Doo (The 13 Ghosts of Scooby-Doo) (série TV)
- 1986 : Mystérieusement vôtre, signé Scoubidou (The All-New Scooby and Scrappy-Doo Show) (série TV)
- 1986 : The Nativity
- 1986 : The Super Powers Team: Galactic Guardians (en) (série TV)
- 1986 : Noah's Ark (vidéo)
- 1986 : GoBots: War of the Rock Lords
- 1986 : The Flintstones' 25th Anniversary Celebration (TV)
- 1986 : Wildfire (série TV)
- 1986 : Les Pierrafeu en culottes courtes (The Flintstone Kids) (série TV)
- 1987 : Scooby-Doo Meets the Boo Brothers (TV)
- 1987 : Top Cat and the Beverly Hills Cats
- 1987 : The Jetsons Meet the Flintstones (TV)
- 1988 : Yogi and the Invasion of the Space Bears
- 1988 : Paw Paws (série TV)
- 1988 : Rockin with Judy Jetson (TV)
- 1988 : Scooby-Doo and the Ghoul School (TV)
- 1988 : Scooby-Doo et le Rallye des monstres (Scooby-Doo and the Reluctant Werewolf) (TV)
- 1988 : Animal Follies (vidéo)
- 1988 : Scooby-Doo : Agence Toutou Risques (A Pup Named Scooby-Doo) (série TV)
- 1988 : Yogi (The New Yogi Bear Show) (série TV)
- 1989 : Hägar the Horrible (TV)
- 1989 : The Easter Story (vidéo)
- 1990 : Potsworth & Co. (série TV)
- 1990 : Timeless Tales from Hallmark (série TV)
- 1990 : Jetsons: The Movie
- 1991 : Yo Yogi! (série TV)
- 1993 : Jonny's Golden Quest (TV)
- 1993 : Le Voyage d'Edgar dans la forêt magique (Once Upon a Forest)
- 1994 : Scooby-Doo in Arabian Nights (TV)
- 1994 : The Flintstones: Wacky Inventions (vidéo)
- 1994 : Yogi the Easter Bear (TV)
- 1994 : La Famille Pierrafeu (The Flintstones)
- 1994 : Le Conte de Noël des Pierrafeu (A Flintstones Christmas Carol) (TV)
- 1995 : Jonny Quest vs. the Cyber Insects (TV)
- 1999 : Scooby-Doo et le fantôme de la sorcière (Scooby-Doo and the Witch's Ghost) (vidéo)
- 2000 : Les Pierrafeu à Rock Vegas (The Flintstones in Viva Rock Vegas)
- 2000 : Scooby Doo et les extra-terrestres (Scooby-Doo and the Alien Invaders) (vidéo)
- 2001 : The Flintstones: On the Rocks (TV)
- 2002 : Tom et Jerry: L'anneau magique (Tom and Jerry: The Magic Ring) (vidéo)
- 2002 : Scooby-Doo

## Scénariste
- 1964 : C'est Yogi l'ours (Hey There, It's Yogi Bear)
- 1966 : The Man Called Flintstone
- 1969 : Love, American Style (série télévisée)

## Acteur
- 1942 : Fraidy Cat : Tom's and Jerry's vocal effects (voix)
- 1943 : The Lonesome Mouse : Tom / Jerry (voix)
- 1950 : Saturday Evening Puss : Vocal Effects
- 1965 : Tom and Jerry (série télévisée) (voix)
- 1993 : I Yabba-Dabba Do! (TV) : Bill Hanna (voix)
- 1994 : La Famille Pierrafeu (The Flintstones) : Executive in Boardroom
- 2000 : Les Pierrafeu à Rock Vegas (The Flintstones in Viva Rock Vegas) : Special Appearance

## Compositeur
- 1982 : Pac-Man (série télévisée)